# 이드리스 1세
이드리스 1세(1889년 3월 12일 ~ 1983년 5월 25일, 아랍어: إدريس الأول)는 1951년 12월 24일부터 1969년 9월 1일까지 집권한 리비아의 초대 국왕이자 마지막 국왕이며 세누시 교단의 수장이다.
오스만 제국의 지배를 받고 있던 키레나이카에서 세누시 교단의 아들로 태어났다. 제2차 세계 대전 기간 동안에는 영국 등 연합국 진영을 지원하면서 추축국에 대항했다. 1951년 12월 24일에 리비아 왕국의 국왕으로 즉위했다. 재위 기간 동안에는 서방 국가와 긴밀한 관계를 수립했다.
1969년 9월 1일에 신병 치료를 받기 위해 튀르키예에 체류하던 도중에 무아마르 알 카다피 육군 중위가 쿠데타를 일으키면서 강제로 퇴위당했고 결국 이집트로 망명하게 된다. 1971년 11월 리비아 인민 법원에서 열린 궐석재판에서 사형을 선고받았고 1983년 카이로에서 사망했다. 그의 시신은 사우디아라비아 메디나에 매장되었다.

## 사진

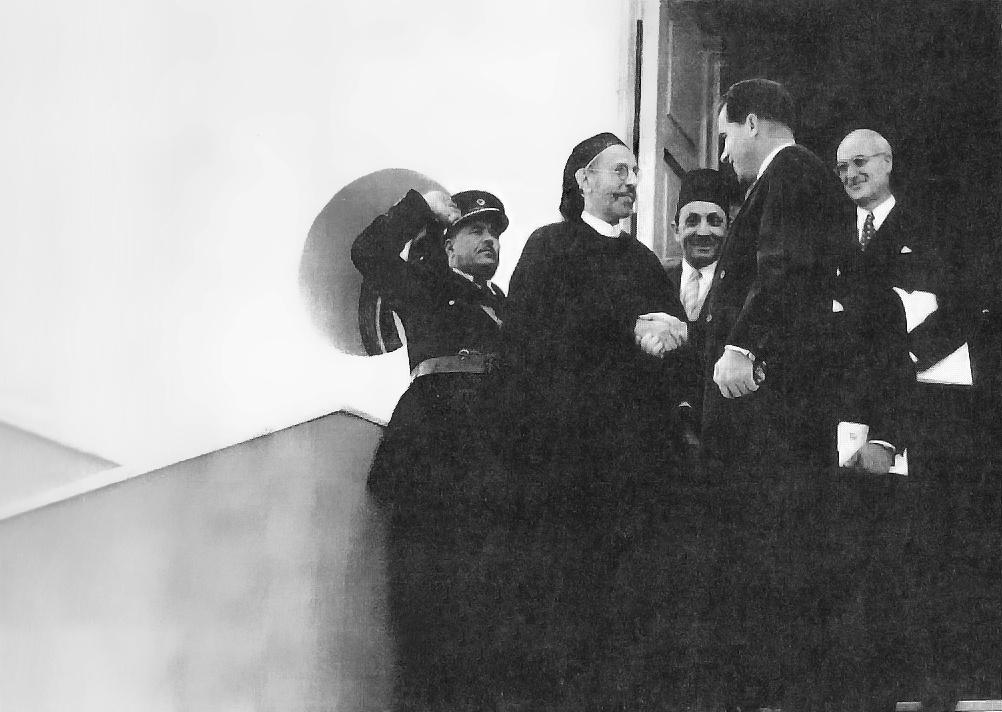
이드리스 1세 리비아 국왕과 리처드 닉슨 미국 부통령 (1957년 3월)
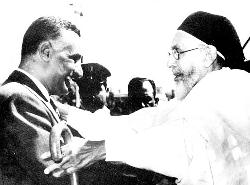
가말 압델 나세르 이집트 대통령과 이드리스 1세 리비아 국왕
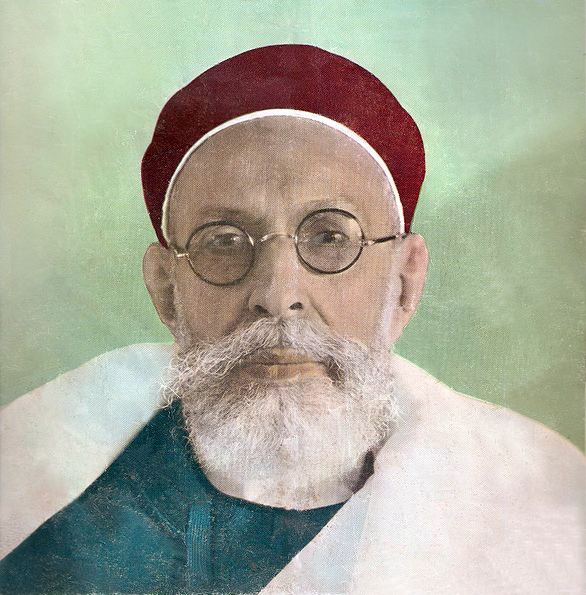
이드리스 1세 리비아 국왕의 초상화 (1965년 제작)